# سيباستيان نيجري
سيباستيان نيجري (بالإنجليزية: Sebastian Negri؛ بالإيطالية: Sebastian Negri) هو لاعب اتحاد الرغبي زيمبابوي وإيطالي، ولد في 30 يونيو 1994 في مارونديرا ‏ في زيمبابوي.

## وصلات خارجية
- سيباستيان نيجري عل موقع إسبنسكروم (الإنجليزية)
- سيباستيان نيجري على موقع ItsRugby.co.uk (الإنجليزية)